# Cantonul Château-Chinon (Ville)
Cantonul Château-Chinon (Ville) este un canton din arondismentul Château-Chinon (Ville), departamentul Nièvre, regiunea Burgundia, Franța.

## Comune
- Arleuf
- Blismes
- Château-Chinon (Campagne)
- Château-Chinon (Ville) (reședință)
- Châtin
- Corancy
- Dommartin
- Fâchin
- Glux-en-Glenne
- Lavault-de-Frétoy
- Montigny-en-Morvan
- Montreuillon
- Saint-Hilaire-en-Morvan
- Saint-Léger-de-Fougeret
- Saint-Péreuse